# جيري سميث (لاعب كرة قدم أمريكية)
جيري سميث (بالإنجليزية: Jerry Smith)‏ هو لاعب كرة قدم أمريكية أمريكي، ولد في 19 يوليو 1943 في ليفيرموري في الولايات المتحدة، وتوفي في 15 أكتوبر 1986 في سيلفر سبرينغ في الولايات المتحدة.

## وصلات خارجية
- جيري سميث على موقع مرجع كرة القدم المحترفة.كوم (الإنجليزية)